# Ашот Габријелијан
Ашот Габријелијан (јерм. Աշոտ Գաբրիելյան, рођен у Суренавану, Араратски округ, 13. децембра 1979), јерменски је песник.
Габријелијан је завршио Филолошки факултет у Јеревану. Објавио је три књиге песама: 
- Анђели на врху игле, из (2001);
- Верујте ми, јер нећете веровати, из 2004; и
- Џепни стихови, из 2012.

Добитник је четири признања. Његова дела су преведена на грузијски, руски и персијски језик.